# Егвайл
Егвайл (на немски: Egweil) е община в район Айхщет в Горна Бавария в Германия с 1107 жители (към 31 декември 2012) на площ от 9,39 km².
Егвайл се намира на около 15 km западно от Инголщат, 13 km от град Айхщет и 9 km от Нойбург на Дунав.
Писмените документи за Егвайл започват от 847 г. Епископ Гундекар II освещава през 1073 г. църквата в Егвайл.